# گابریل فرناندو آتز
گابریل فرناندو آتز (به پرتغالی: Gabriel Fernando Atz) مدافع اهل برزیل است که در شهر Portão و در تاریخ ۴ اوت ۱۹۸۱ به دنیا آمده است.
گابریل فرناندو آتز در تیم‌های فوتبال Grêmio سابقهٔ حضور دارد.